# Ascensor del cerro 18
El ascensor del cerro 18 es un funicular ubicado en el cerro homónimo de la comuna de Lo Barnechea, en Santiago de Chile. Destaca por ser el primer y único funicular público y municipal que opera en la capital chilena.

## Historia
El proyecto surgió durante 2009 y 2010, cuando la Municipalidad de Lo Barnechea presentó la alternativa del funicular como una opción para sortear las altas pendientes y las largas escaleras presente entre las diversas calles del cerro 18; el total de escalones hasta la cima del cerro (a 974 metros de altura) es de alrededor de 800. El proyecto fue retomado por el municipio en 2015, iniciando su construcción en conjunto con un plan de desarrollo del sector de la cumbre del cerro, donde fue instalada una virgen monumental y fue construido el Parque de la Chilenidad. El plan tuvo un coste total de 2 mil millones de pesos chilenos.
A inicios de abril de 2016 fueron instaladas las 2 cabinas del funicular y se iniciaron las pruebas de funcionamiento. El ascensor fue inaugurado el 27 de mayo de 2016 con la presencia del entonces alcalde de Lo Barnechea, Felipe Guevara, y el expresidente de la República Sebastián Piñera, y en los meses siguientes el servicio fue gratuito, incorporándose posteriormente una tarifa y modificando sus horarios de funcionamiento. En su primer mes de funcionamiento, el ascensor movilizó a 1021 pasajeros.
Durante los meses posteriores a su apertura, el ascensor del cerro 18 incrementó considerablemente el número de pasajeros transportados: en marzo de 2017 alcanzó 14 791 personas, mientras que en total durante su primer año de servicio transportó a 71 572 pasajeros. En mayo de 2017 las cabinas sufrieron fallas en su operación, por lo que junio del mismo año el ascensor estuvo cerrado para realizar mantenciones y reforzamiento de los tensores.

## Características
El sistema cuenta con 2 carros, cada uno con capacidad para 10 personas y un peso máximo total de 800 kilogramos. Poseen sistema de ventilación y citófono para emergencias. El tiempo promedio del viaje es de entre 6 a 8 minutos.
Las estaciones se encuentran en la calle Los Quincheros (punto de inicio del ascensor), en la intersección de Circunvalación Sur con Senda 9 Sur (a 140 metros de la primera parada), y la última en Senda 20 Sur (a 130 metros de la segunda parada).